# 佐和駅
佐和駅（さわえき）は、茨城県ひたちなか市大字高場（たかば）にある、東日本旅客鉄道（JR東日本）常磐線の駅である。
当駅はひたちなか市北西部に位置し、佐和高校と北隣の東海駅と共に笠松運動公園の最寄駅である。

## 歴史
- 1897年（明治30年）2月25日：日本鉄道の駅として開業[4]。
- 1906年（明治39年）11月1日：日本鉄道が国有化され、官設鉄道の所属となる[2]。
- 1909年（明治42年）10月12日：線路名称制定により常磐線の所属となる。
- 1949年（昭和24年）6月1日：日本国有鉄道が発足。
- 1972年（昭和47年）3月15日：貨物の取り扱いを廃止[2]。
- 1984年（昭和59年）2月1日：荷物扱い廃止[2]。
- 1987年（昭和62年）4月1日：国鉄分割民営化により、JR東日本の駅となる[2]。
- 2004年（平成16年）10月16日：ICカード「Suica」の利用が可能となる[5]。
- 2006年（平成18年）
  - 3月：自動改札機・液晶ディスプレイを設置。「みどりの窓口」を廃止し、代替に「もしもし券売機Kaeruくん」を稼働させる[6]。
  - 9月：駅ホーム塀を取替え。
- 2010年（平成22年）11月5日：エレベーターを設置。
- 2012年（平成24年）
  - 2月9日：「もしもし券売機Kaeruくん」営業終了[要出典]。
  - 2月10日：指定席券売機の運用を開始[7]。
- 2013年（平成25年）
  - 7月1日：JR水戸鉄道サービスが駅業務を受託する業務委託駅となる。
  - 12月：上りホーム（水戸・上野方面）に待合室を設置。
- 2015年（平成27年）7月1日：駅業務受託がJR東日本ステーションサービスへ移管。
- 2023年（令和5年）9月2日：東西自由通路および橋上駅舎が供用開始[8][9]。

## 駅構造
相対式ホーム2面2線を有する地上駅である。
JR東日本ステーションサービスが駅業務を受託する業務委託駅（勝田駅管理）。Suica対応自動改札機・指定席券売機・乗車駅証明書発行機設置駅である。以前は簡易改札機を設置していた。
橋上駅舎化以前はバリアフリー対応のため各ホームを連絡する跨線橋の両端にエレベーターが設置されていた。

### のりば
| 番線 | 路線             | 方向 | 行先                 |
| ---- | ---------------- | ---- | -------------------- |
| 1    | ■ 常磐線         | 下り | 日立・いわき方面     |
| 2    | ■ 常磐線         | 上り | 水戸・土浦・上野方面 |
| 2    | ■ 上野東京ライン | 上り | 上野・東京・品川方面 |

（出典：JR東日本:駅構内図）

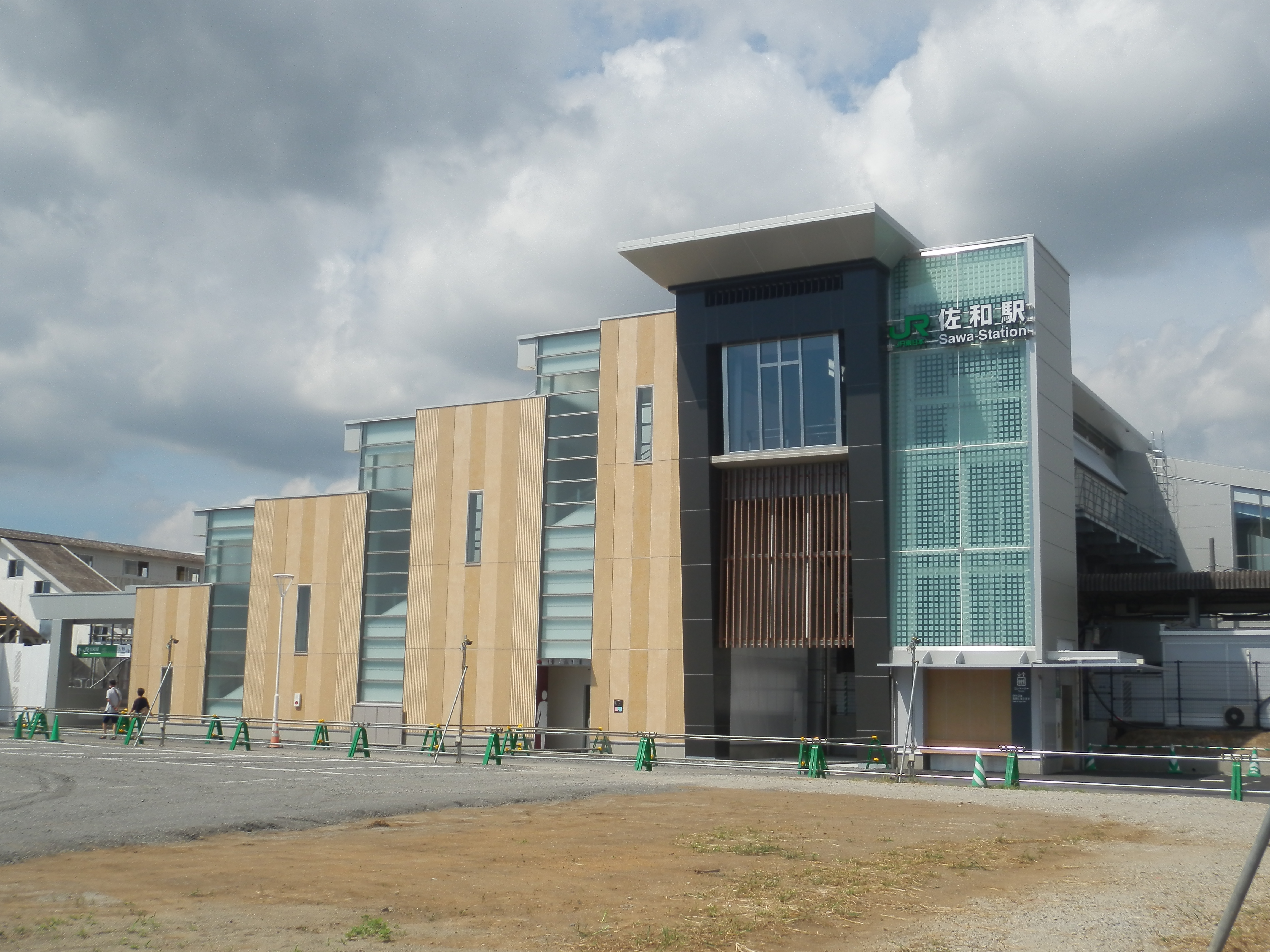
東口（2023年9月）
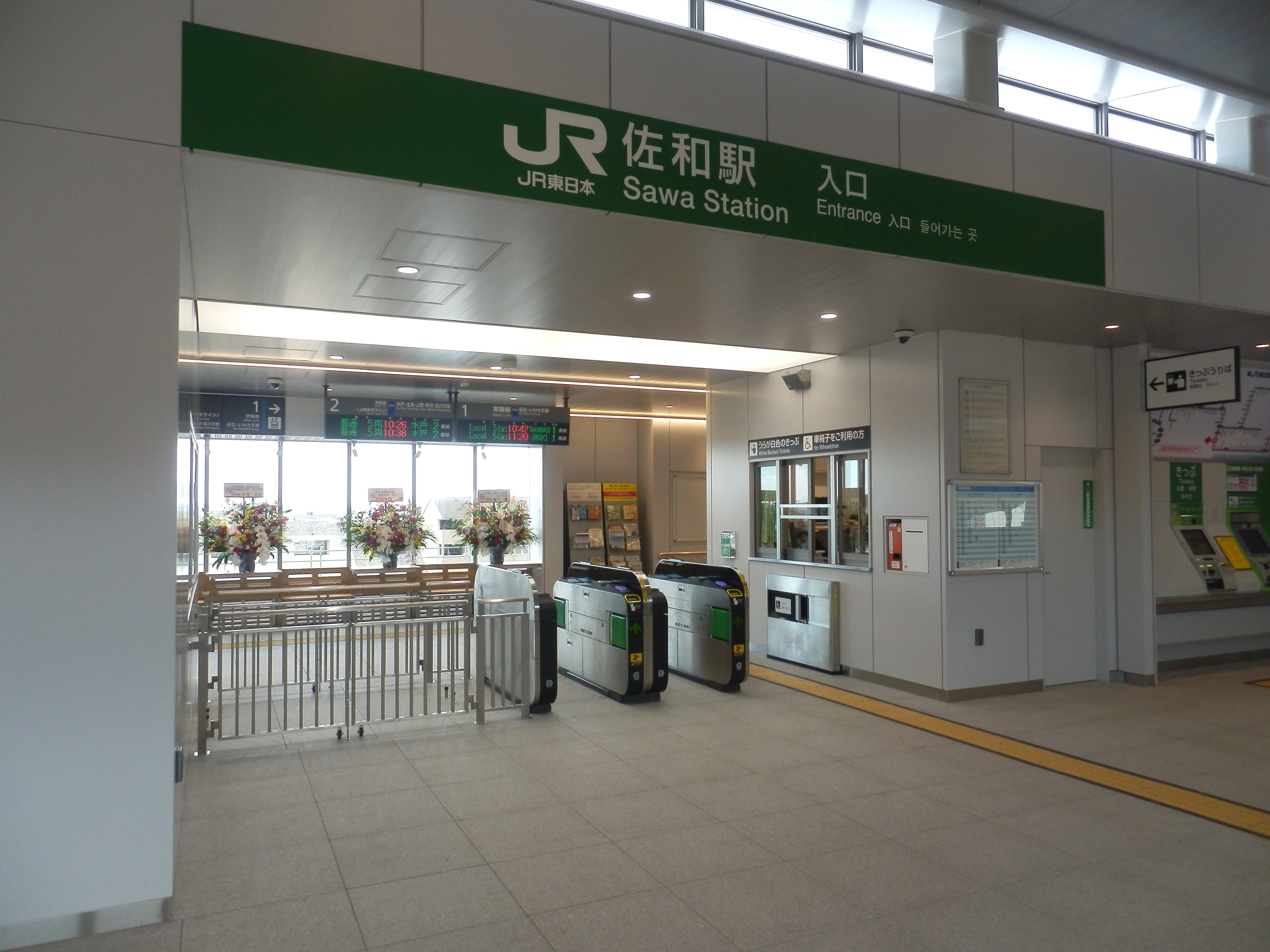
改札口（2023年9月）
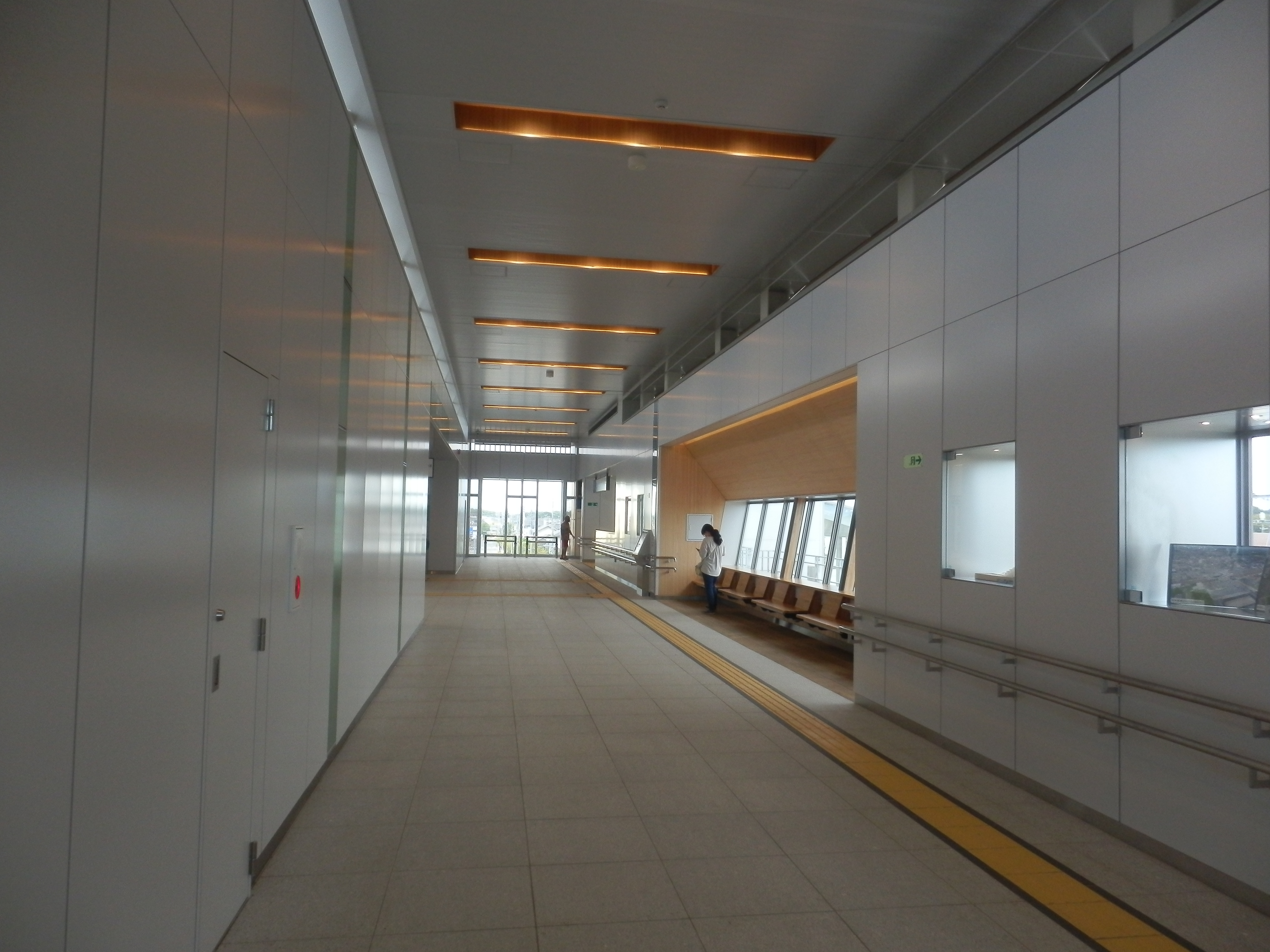
自由通路（2023年9月）
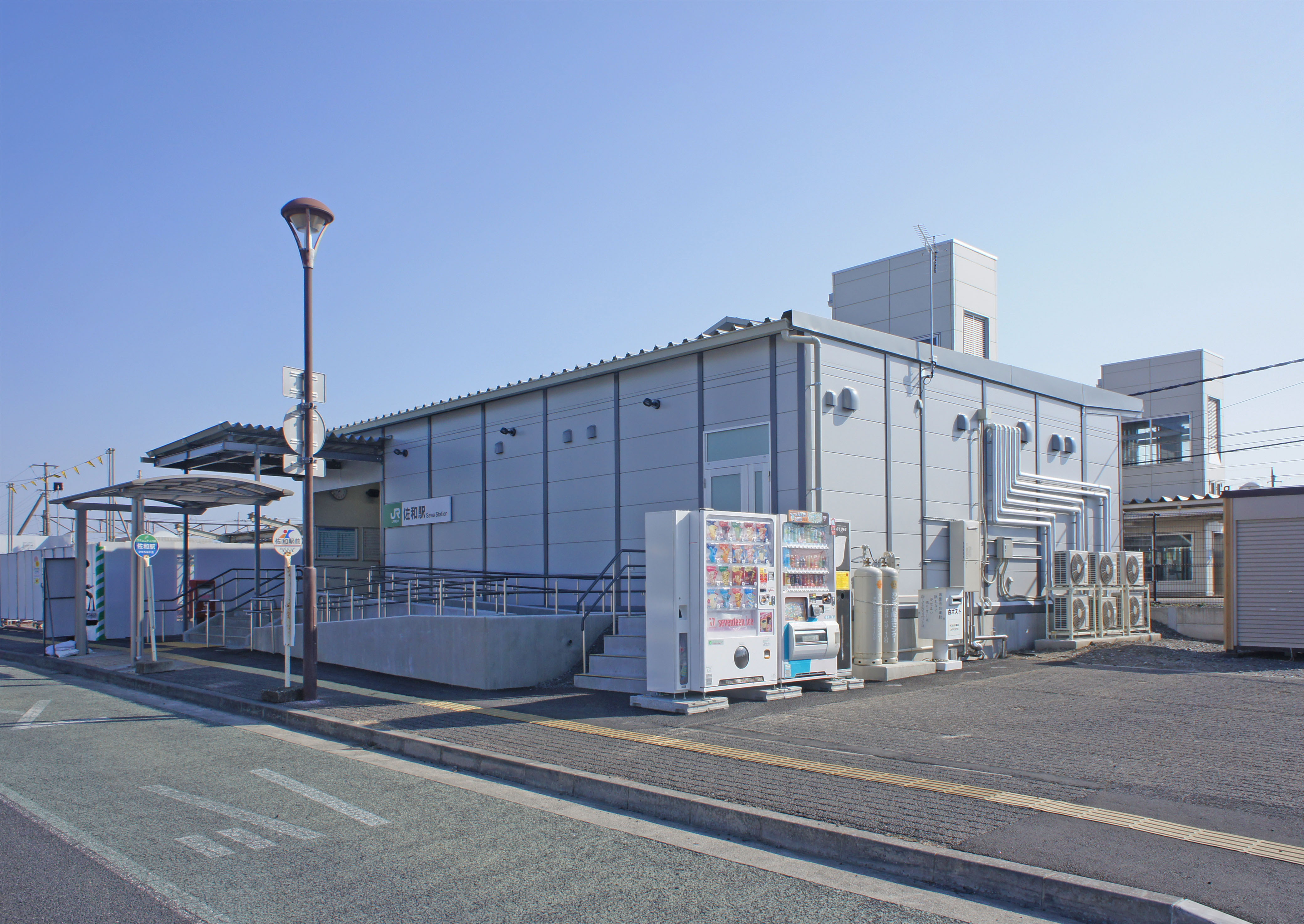
仮駅舎（2022年2月）
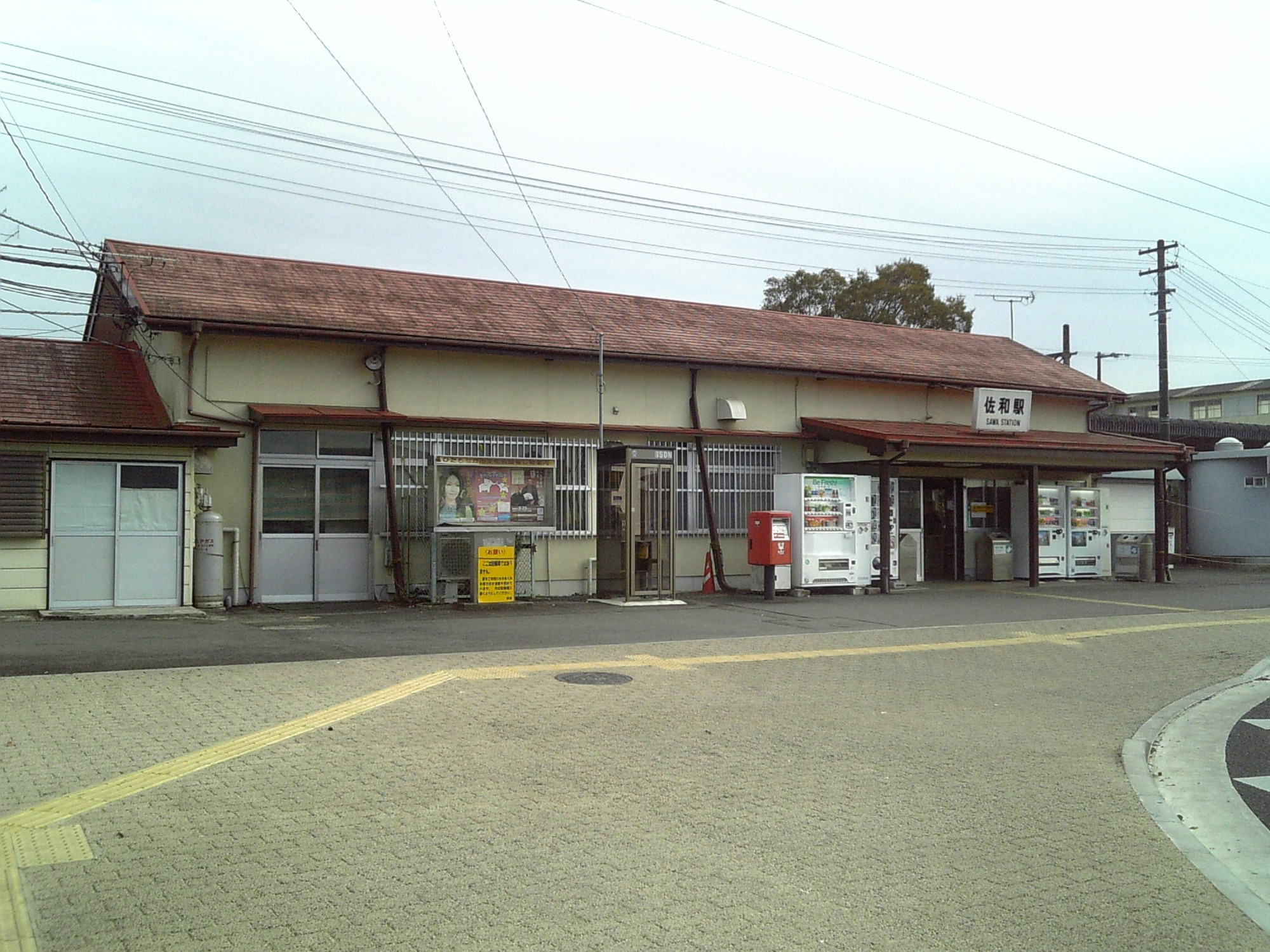
旧駅舎（2007年11月）
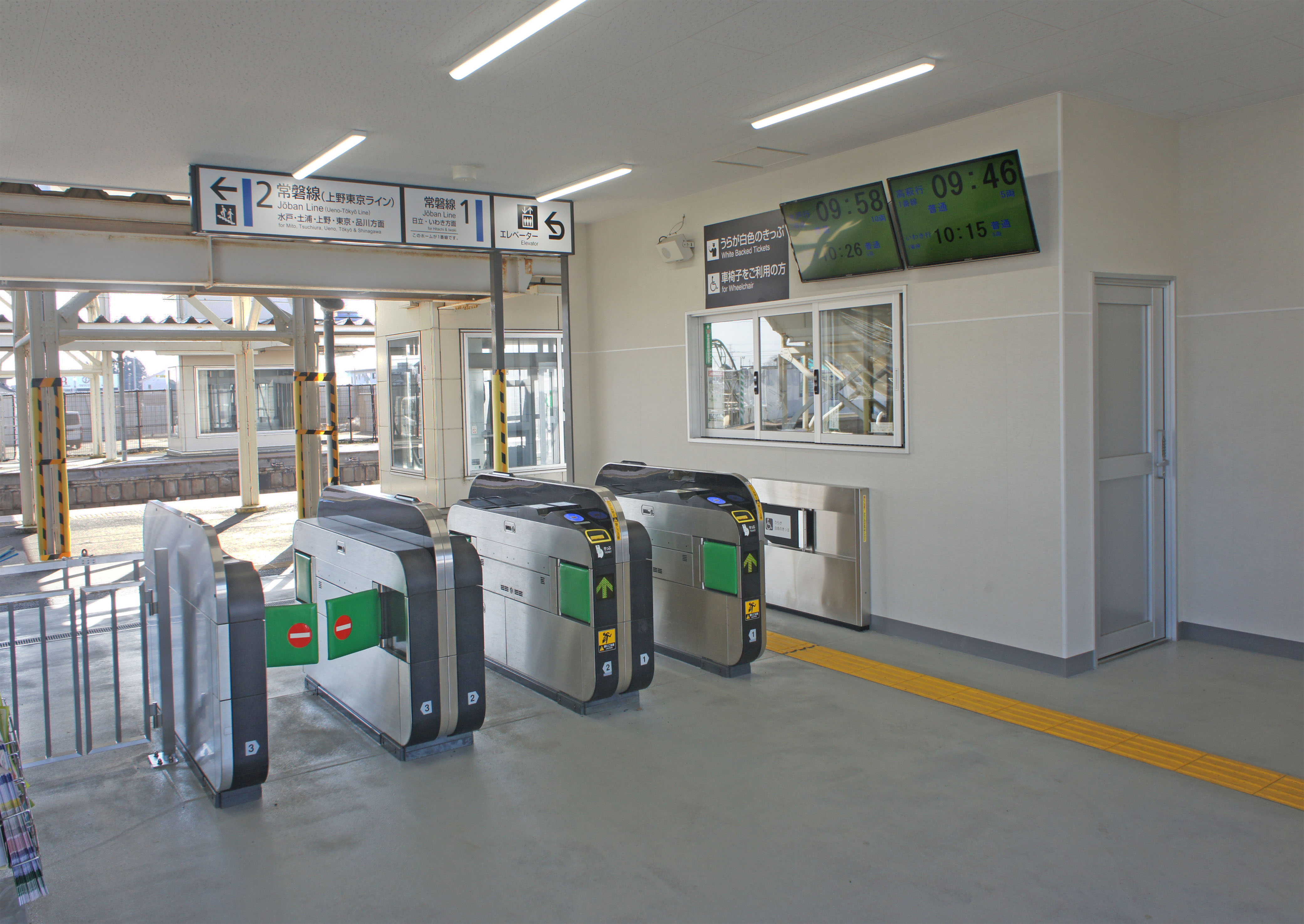
改札口（2022年2月）
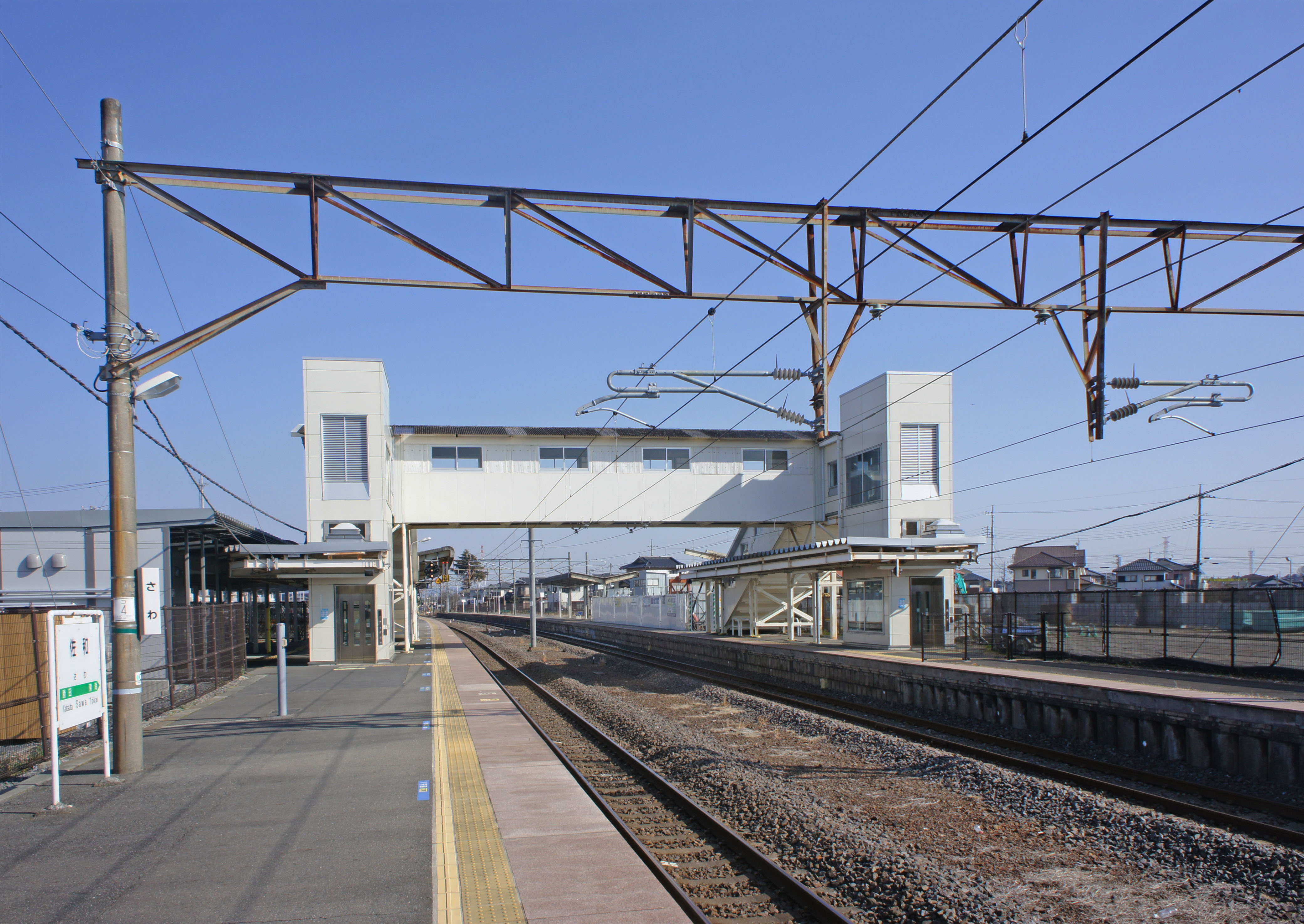
ホーム（2022年2月）

## 利用状況
JR東日本によると、2023年度（令和5年度）の1日平均乗車人員は3,420人である。
2000年度（平成12年度）以降の推移は以下のとおりである。
| 乗車人員推移       | 乗車人員推移     | 乗車人員推移    |
| 年度               | 1日平均 乗車人員 | 出典            |
| ------------------ | ---------------- | --------------- |
| 2000年（平成12年） | 3,266            | [ 利用客数 2 ]  |
| 2001年（平成13年） | 3,220            | [ 利用客数 3 ]  |
| 2002年（平成14年） | 3,058            | [ 利用客数 4 ]  |
| 2003年（平成15年） | 2,945            | [ 利用客数 5 ]  |
| 2004年（平成16年） | 2,955            | [ 利用客数 6 ]  |
| 2005年（平成17年） | 3,001            | [ 利用客数 7 ]  |
| 2006年（平成18年） | 3,139            | [ 利用客数 8 ]  |
| 2007年（平成19年） | 3,202            | [ 利用客数 9 ]  |
| 2008年（平成20年） | 3,349            | [ 利用客数 10 ] |
| 2009年（平成21年） | 3,337            | [ 利用客数 11 ] |
| 2010年（平成22年） | 3,342            | [ 利用客数 12 ] |
| 2011年（平成23年） | 3,401            | [ 利用客数 13 ] |
| 2012年（平成24年） | 3,606            | [ 利用客数 14 ] |
| 2013年（平成25年） | 3,816            | [ 利用客数 15 ] |
| 2014年（平成26年） | 3,821            | [ 利用客数 16 ] |
| 2015年（平成27年） | 3,796            | [ 利用客数 17 ] |
| 2016年（平成28年） | 3,930            | [ 利用客数 18 ] |
| 2017年（平成29年） | 3,953            | [ 利用客数 19 ] |
| 2018年（平成30年） | 3,905            | [ 利用客数 20 ] |
| 2019年（令和元年） | 3,887            | [ 利用客数 21 ] |
| 2020年（令和02年） | 3,230            | [ 利用客数 22 ] |
| 2021年（令和03年） | 3,103            | [ 利用客数 23 ] |
| 2022年（令和04年） | 3,255            | [ 利用客数 24 ] |
| 2023年（令和05年） | 3,420            | [ 利用客数 1 ]  |

## 駅周辺
- 水戸サービス開発（2009年3月まで）→ 東鉄の事業所に
- 常陸農業協同組合高場支店
- 北越コーポレーション関東工場
- Astemo佐和事業所（旧日製佐和工場）
- リヴァーレアリーナ
- サザコーヒーホールディングス本社工場
- 陸上自衛隊勝田小演習場
- 茨城交通勝田営業所
- ひたちなか市立佐野図書館
- 常陽銀行佐和支店
- フードマーケットカスミ佐和店
- マルト佐和店
- ウエルシアひたちなか佐和店
- しまむらバースデイ佐和店
- 茨城県信用組合佐和支店
- ヨークベニマル佐和店
- トライアルboxひたちなか店
- カワチ佐和店
- コープひたちなか店
- 筑波銀行佐和支店（旧：茨城銀行店）
- 勝田稲田郵便局
- 佐野コミュニティセンター
- ひたちなか市立高野小学校
- ひたちなか市立佐野小学校
- 茨城県立佐和高等学校
- 茨城県道31号瓜連馬渡線
- 茨城県道284号豊岡佐和停車場線
- 高野風致地区
- 佐和稲田風致地区
- 笠松運動公園
  - 笠松運動公園陸上競技場
  - 屋内水泳プール兼アイススケート場

駅前団地・稲田団地・柏野団地・板宮団地・小貫山団地・常葉台団地・さわ野杜団地等、駅周辺には団地が多く立地し、住宅街が広がっている。
駅出入口は西口のみだが、付近の踏切が狭く、歩道がないことからラッシュ時は危険であるため、東口を建設する動きがある。駅前はもともと住宅区画だったので商店街はない（近くにはあるが寂れて、商店街と言いがたい形となっている）。利用人数の増加とともにロータリーを整備し、同時に駅駐輪場隣の道は終日、車は通行止めとなっている。佐和駅東西自由通路と 駅舎の橋上化に向けた計画を策定、駅東区の区画整理は2018年（平成30年）度で見直し作業も終わり、新たな事業整備を進める。

## バス路線
「佐和駅西口」停留所および「佐和駅東口」停留所にて、ひたちなか市のコミュニティバス「スマイルあおぞらバス」が発着する。

### 佐和駅西口
- 勝田北コース：勝田駅東口行
- 佐和コース（佐和・稲田循環）・（さわ野社・常葉台循環）・（田彦・ヨークタウン循環）：佐和駅西口行

### 佐和駅北踏切
- 佐和コース（さわ野社・常葉台循環）：佐和駅西口行

### 佐和駅東口
- 勝田中央コース：勝田駅東口行
- 佐和コース（さわ野社・常葉台循環）：佐和駅西口行

## 区画整理と駅舎橋上化
佐和駅東土地区画整理は景気の低迷などの影響もあり「柔らかい区画整理」への転換が図られた。これに合わせて作業工区を1区・2区と分割し、段階的に施工していくことが提案された。現在は東口に接続する「佐和停車場高野線」および佐野図書館前の「高場高野線」を中心に道路整備が進んでいる。
2018年には佐和駅周辺地区都市再生整備計画が公表された。これは佐和駅東区画整理による人口増見込みのほか、リゾート構想があるひたちなか地区・勝田駅がある中心地区へのアクセス性向上、駅舎の体質改善等の理由により、佐和駅および周辺の都市基盤整備を行うものである。具体的には、駅舎の自由通路整備・橋上化、東口整備、西口の再整備、駅に向かう道路を含めたバリアフリー化等が計画されている。自由通路・橋上化においては、地域の新たな核としての「中心性」、ベッドタウンとしての「和み」、地名の由来である沢のような「うるおい」を3つのコンセプトとして設計が進められた。工事着手は東口用地確保が完了する2021年度となり、2021年12月21日から22日にかけての深夜帯に仮駅舎への移転が実施された。
2023年9月2日より東西自由通路および橋上駅舎の供用を開始した。

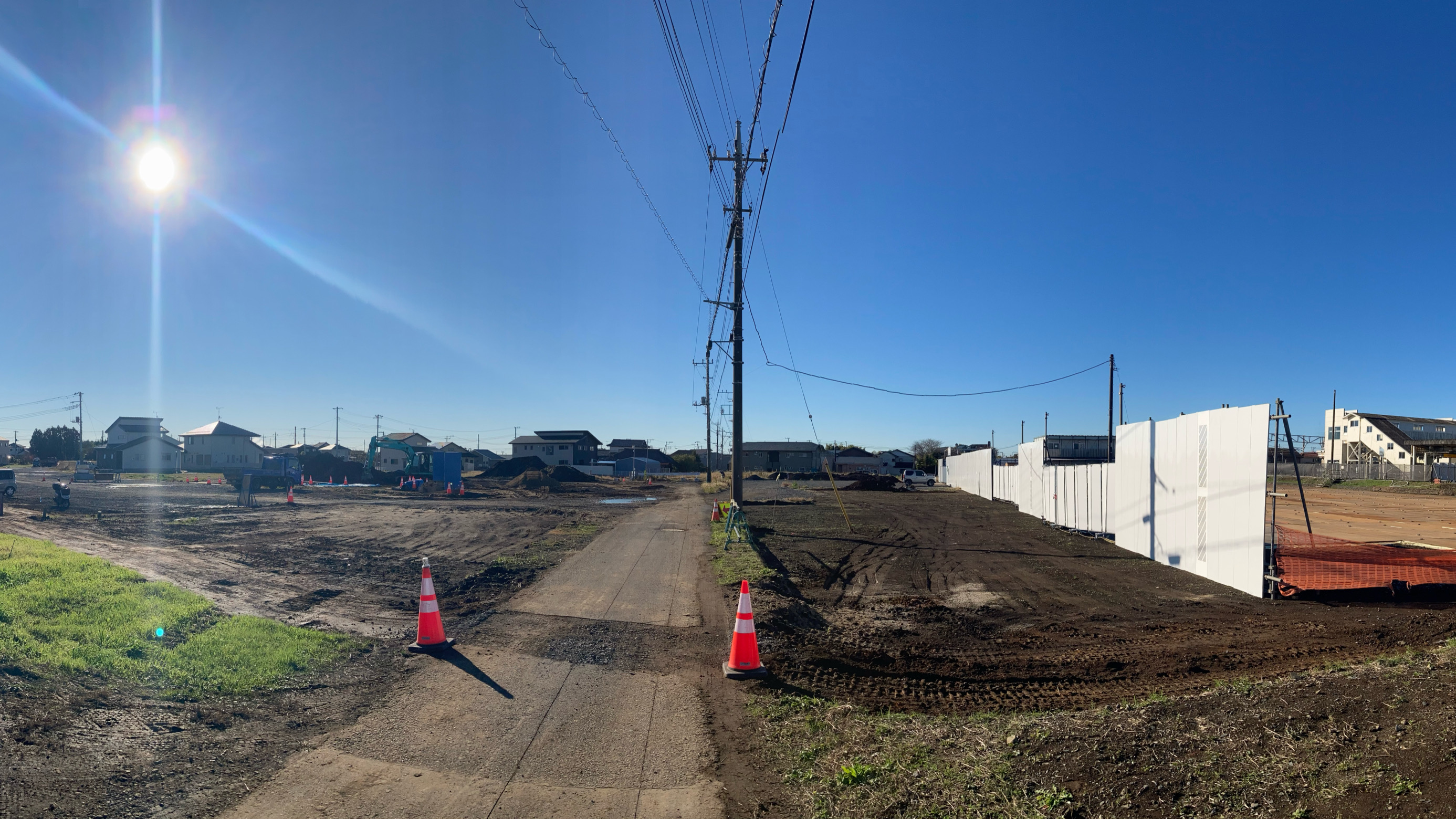
旧道（画像中央）から見た、整備中の東口（右手）と佐和停車場高野線（左手）（2021年11月）
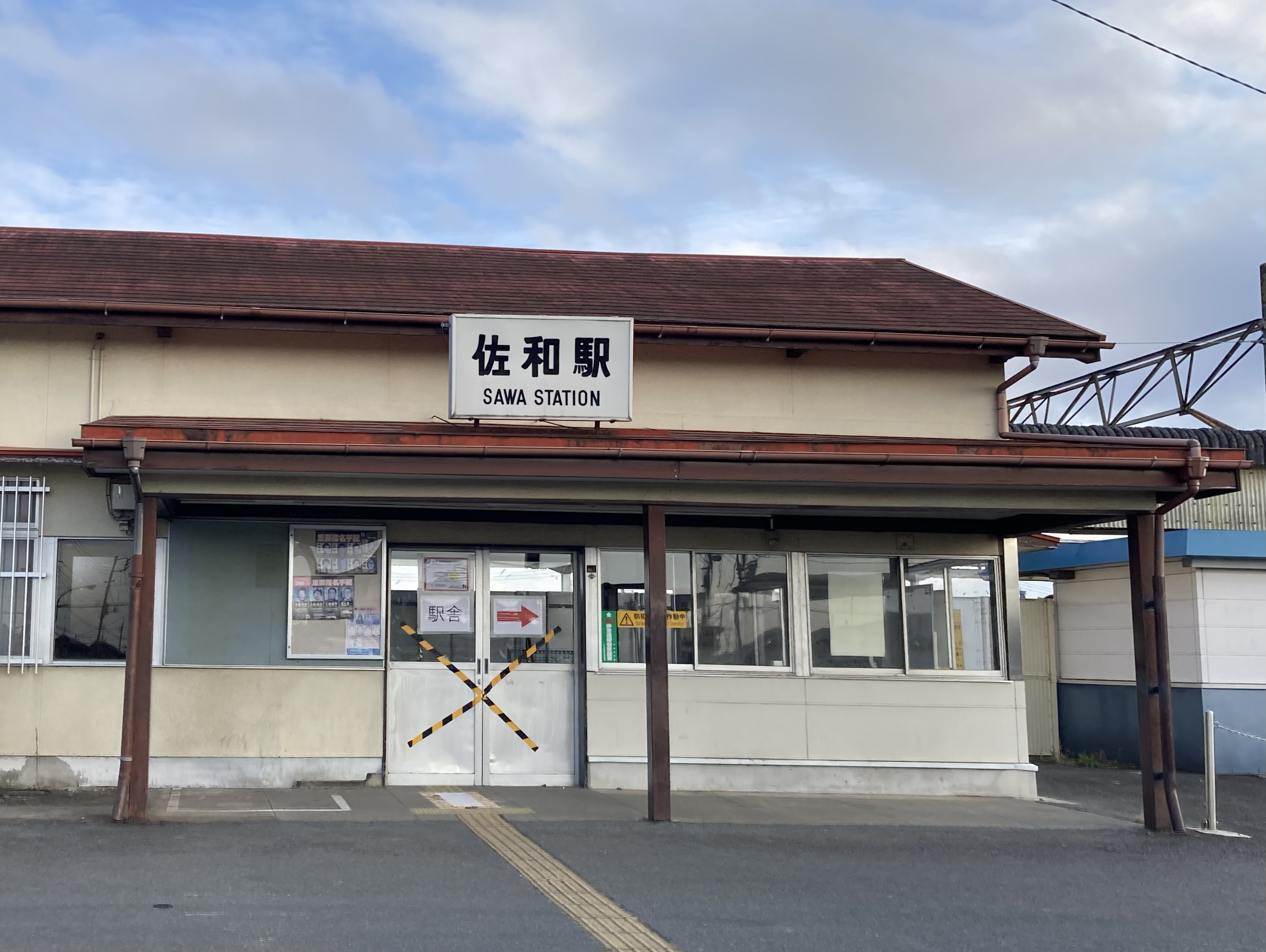
営業終了2日後の旧駅舎。改札等撤去の上、入口は封鎖された。（2021年12月）

## 隣の駅
東日本旅客鉄道（JR東日本）
■常磐線
勝田駅 - 佐和駅 - 東海駅

### 記事本文
1. 1 2 3  『週刊 JR全駅・全車両基地』 42号 水戸駅・常陸太田駅・高萩駅ほか74駅、朝日新聞出版〈週刊朝日百科〉、2013年6月9日、22頁。
2. 1 2 3 4 5  石野哲（編）『停車場変遷大事典 国鉄・JR編 II』（初版）JTB、1998年10月1日、430頁。ISBN 978-4-533-02980-6。
3. ↑  笠松運動公園
4. ↑  “教えて!!かたりべさん” (PDF). ひたちなか商工会議所報 No. 147:  p. 6/10. (2016-06-10) 2017年11月20日閲覧。.
5. ↑  『首都圏でSuicaをご利用いただけるエリアが広がります』（PDF）（プレスリリース）東日本旅客鉄道、2004年8月23日。オリジナルの2021年11月22日時点におけるアーカイブ。2022年5月6日閲覧。
6. ↑  “みどりの窓口リストラ” 朝日新聞 (朝日新聞社): p23. (2006年7月11日 夕刊)
7. ↑  “駅の券売機案内スタッフ” (PDF).   東日本旅客鉄道水戸支社 (2011年12月20日). 2012年1月25日時点のオリジナルよりアーカイブ。2022年5月8日閲覧。
8. 1 2  『常磐線佐和駅東西自由通路および橋上駅舎の供用開始について』（PDF）（プレスリリース）東日本旅客鉄道水戸支社、2023年7月21日。オリジナルの2023年7月21日時点におけるアーカイブ。2023年7月21日閲覧。
9. 1 2  “佐和駅東西自由通路及び新駅舎整備事業について”.   ひたちなか市. 2020年9月22日時点のオリジナルよりアーカイブ。2020年2月10日閲覧。
10. ↑  “教えて!!かたりべさん” (PDF). ひたちなか商工会議所報 No.148:  p. 6/10. (2016-07-10) 2017年11月20日閲覧。.
11. ↑  “教えて!!かたりべさん” (PDF). ひたちなか商工会議所報 No. 152:  p. 6/14. (2016-11-10) 2017年11月20日閲覧。.
12. ↑  “令和元年第3回9月定例会－09月06日-03号”. ひたちなか市議会 会議録検索システム.   ひたちなか市 (2019年9月6日). 2020年9月22日時点のオリジナルよりアーカイブ。2020年2月10日閲覧。
13. ↑  “佐和駅周辺地区都市再生整備計画”.   ひたちなか市. 2020年9月22日時点のオリジナルよりアーカイブ。2020年2月10日閲覧。
14. ↑  “ひたちなか市経済建設委員会資料”.   ひたちなか市. 2020年9月22日時点のオリジナルよりアーカイブ。2020年2月10日閲覧。

### 利用状況
1. 1 2  “各駅の乗車人員（2023年度）”.   東日本旅客鉄道. 2024年7月20日閲覧。
2. ↑  “各駅の乗車人員（2000年度）”.   東日本旅客鉄道. 2019年3月6日閲覧。
3. ↑  “各駅の乗車人員（2001年度）”.   東日本旅客鉄道. 2019年3月6日閲覧。
4. ↑  “各駅の乗車人員（2002年度）”.   東日本旅客鉄道. 2019年3月6日閲覧。
5. ↑  “各駅の乗車人員（2003年度）”.   東日本旅客鉄道. 2019年3月6日閲覧。
6. ↑  “各駅の乗車人員（2004年度）”.   東日本旅客鉄道. 2019年3月6日閲覧。
7. ↑  “各駅の乗車人員（2005年度）”.   東日本旅客鉄道. 2019年3月6日閲覧。
8. ↑  “各駅の乗車人員（2006年度）”.   東日本旅客鉄道. 2019年3月6日閲覧。
9. ↑  “各駅の乗車人員（2007年度）”.   東日本旅客鉄道. 2019年3月6日閲覧。
10. ↑  “各駅の乗車人員（2008年度）”.   東日本旅客鉄道. 2019年3月6日閲覧。
11. ↑  “各駅の乗車人員（2009年度）”.   東日本旅客鉄道. 2019年3月6日閲覧。
12. ↑  “各駅の乗車人員（2010年度）”.   東日本旅客鉄道. 2019年3月6日閲覧。
13. ↑  “各駅の乗車人員（2011年度）”.   東日本旅客鉄道. 2019年3月6日閲覧。
14. ↑  “各駅の乗車人員（2012年度）”.   東日本旅客鉄道. 2019年3月6日閲覧。
15. ↑  “各駅の乗車人員（2013年度）”.   東日本旅客鉄道. 2019年3月6日閲覧。
16. ↑  “各駅の乗車人員（2014年度）”.   東日本旅客鉄道. 2019年3月6日閲覧。
17. ↑  “各駅の乗車人員（2015年度）”.   東日本旅客鉄道. 2019年3月6日閲覧。
18. ↑  “各駅の乗車人員（2016年度）”.   東日本旅客鉄道. 2019年3月6日閲覧。
19. ↑  “各駅の乗車人員（2017年度）”.   東日本旅客鉄道. 2018年7月6日閲覧。
20. ↑  “各駅の乗車人員（2018年度）”.   東日本旅客鉄道. 2019年7月12日閲覧。
21. ↑  “各駅の乗車人員（2019年度）”.   東日本旅客鉄道. 2020年7月11日閲覧。
22. ↑  “各駅の乗車人員（2020年度）”.   東日本旅客鉄道. 2021年7月24日閲覧。
23. ↑  “各駅の乗車人員（2021年度）”.   東日本旅客鉄道. 2022年8月6日閲覧。
24. ↑  “各駅の乗車人員（2022年度）”.   東日本旅客鉄道. 2023年7月10日閲覧。